# Ký tự kinh dịch
| \| 01 ䷀ \| 02 ䷁ \| 03 ䷂ \| 04 ䷃ \| 05 ䷄ \| 06 ䷅ \| 07 ䷆ \| 08 ䷇ \| 09 ䷈ \| 10 ䷉ \| 11 ䷊ \| 12 ䷋ \| 13 ䷌ \| 14 ䷍ \| 15 ䷎ \| 16 ䷏ \| \| 17 ䷐ \| 18 ䷑ \| 19 ䷒ \| 20 ䷓ \| 21 ䷔ \| 22 ䷕ \| 23 ䷖ \| 24 ䷗ \| 25 ䷘ \| 26 ䷙ \| 27 ䷚ \| 28 ䷛ \| 29 ䷜ \| 30 ䷝ \| 31 ䷞ \| 32 ䷟ \| \| 33 ䷠ \| 34 ䷡ \| 35 ䷢ \| 36 ䷣ \| 37 ䷤ \| 38 ䷥ \| 39 ䷦ \| 40 ䷧ \| 41 ䷨ \| 42 ䷩ \| 43 ䷪ \| 44 ䷫ \| 45 ䷬ \| 46 ䷭ \| 47 ䷮ \| 48 ䷯ \| \| 49 ䷰ \| 50 ䷱ \| 51 ䷲ \| 52 ䷳ \| 53 ䷴ \| 54 ䷵ \| 55 ䷶ \| 56 ䷷ \| 57 ䷸ \| 58 ䷹ \| 59 ䷺ \| 60 ䷻ \| 61 ䷼ \| 62 ䷽ \| 63 ䷾ \| 64 ䷿ \| |      |      |      |      |      |      |      |      |      |      |      |      |      |      |      |
| 01 ䷀ | 02 ䷁ | 03 ䷂ | 04 ䷃ | 05 ䷄ | 06 ䷅ | 07 ䷆ | 08 ䷇ | 09 ䷈ | 10 ䷉ | 11 ䷊ | 12 ䷋ | 13 ䷌ | 14 ䷍ | 15 ䷎ | 16 ䷏ |
| 17 ䷐ | 18 ䷑ | 19 ䷒ | 20 ䷓ | 21 ䷔ | 22 ䷕ | 23 ䷖ | 24 ䷗ | 25 ䷘ | 26 ䷙ | 27 ䷚ | 28 ䷛ | 29 ䷜ | 30 ䷝ | 31 ䷞ | 32 ䷟ |
| 33 ䷠ | 34 ䷡ | 35 ䷢ | 36 ䷣ | 37 ䷤ | 38 ䷥ | 39 ䷦ | 40 ䷧ | 41 ䷨ | 42 ䷩ | 43 ䷪ | 44 ䷫ | 45 ䷬ | 46 ䷭ | 47 ䷮ | 48 ䷯ |
| 49 ䷰ | 50 ䷱ | 51 ䷲ | 52 ䷳ | 53 ䷴ | 54 ䷵ | 55 ䷶ | 56 ䷷ | 57 ䷸ | 58 ䷹ | 59 ䷺ | 60 ䷻ | 61 ䷼ | 62 ䷽ | 63 ䷾ | 64 ䷿ |

| 01 ䷀ | 02 ䷁ | 03 ䷂ | 04 ䷃ | 05 ䷄ | 06 ䷅ | 07 ䷆ | 08 ䷇ | 09 ䷈ | 10 ䷉ | 11 ䷊ | 12 ䷋ | 13 ䷌ | 14 ䷍ | 15 ䷎ | 16 ䷏ |
| 17 ䷐ | 18 ䷑ | 19 ䷒ | 20 ䷓ | 21 ䷔ | 22 ䷕ | 23 ䷖ | 24 ䷗ | 25 ䷘ | 26 ䷙ | 27 ䷚ | 28 ䷛ | 29 ䷜ | 30 ䷝ | 31 ䷞ | 32 ䷟ |
| 33 ䷠ | 34 ䷡ | 35 ䷢ | 36 ䷣ | 37 ䷤ | 38 ䷥ | 39 ䷦ | 40 ䷧ | 41 ䷨ | 42 ䷩ | 43 ䷪ | 44 ䷫ | 45 ䷬ | 46 ䷭ | 47 ䷮ | 48 ䷯ |
| 49 ䷰ | 50 ䷱ | 51 ䷲ | 52 ䷳ | 53 ䷴ | 54 ䷵ | 55 ䷶ | 56 ䷷ | 57 ䷸ | 58 ䷹ | 59 ䷺ | 60 ䷻ | 61 ䷼ | 62 ䷽ | 63 ䷾ | 64 ䷿ |

## Quẻ 1: Thuần Càn
Quẻ Thuần Càn đồ hình |||||| còn gọi là quẻ Càn (乾 qián), tức Trời là quẻ số 1 trong Kinh Dịch. Quẻ được kết hợp bởi Nội quái là: ☰ (||| 乾 qián) Càn hay Trời (天) và Ngoại quái là: ☰ (||| 乾 qián) Càn hay Trời (天).
| Kí tự               | ䷀                                | ䷀                                |
| ------------------- | -------------------------------- | -------------------------------- |
| Tên Unicode         | HEXAGRAM FOR THE CREATIVE HEAVEN | HEXAGRAM FOR THE CREATIVE HEAVEN |
| Mã hóa ký tự        | decimal                          | hex                              |
| Unicode             | 19904                            | U+4DC0                           |
| UTF-8               | 228 183 128                      | E4 B7 80                         |
| Tham chiếu ký tự số | &#19904;                         | &#x4DC0;                         |

## Quẻ 2: Thuần Khôn
Quẻ Thuần Khôn đồ hình :::::: còn gọi là quẻ Khôn (坤 kūn), tức Đất là quẻ số 2 trong Kinh Dịch. Đất mẹ, nhu thuận, sinh sản và nâng đỡ muôn vật, Quẻ được kết hợp bởi Nội quái là: ☷ (::: 坤 kūn) Khôn hay (地) Đất và Ngoại quái là: ☷ (::: 坤 kūn) Khôn hay (地) Đất.
| Kí tự               | ䷁                                | ䷁                                |
| ------------------- | -------------------------------- | -------------------------------- |
| Tên Unicode         | HEXAGRAM FOR THE RECEPTIVE EARTH | HEXAGRAM FOR THE RECEPTIVE EARTH |
| Mã hóa ký tự        | decimal                          | hex                              |
| Unicode             | 19905                            | U+4DC1                           |
| UTF-8               | 228 183 129                      | E4 B7 81                         |
| Tham chiếu ký tự số | &#19905;                         | &#x4DC1;                         |

## Quẻ 3: Thủy Lôi Truân
Quẻ Thủy Lôi Truân đồ hình :|:::| quẻ Thủy Lôi Truân còn gọi là quẻ Truân (屯 chún) là quẻ số 03 trong Kinh Dịch. Quẻ được kết hợp bởi Nội quái là ☳ (|:: 震 zhẽn) Chấn hay (雷) Sấm và Ngoại quái là ☵ (:|: 坎 kản) Khảm hay (水) Nước.
| Kí tự               | ䷂                                        | ䷂                                        |
| ------------------- | ---------------------------------------- | ---------------------------------------- |
| Tên Unicode         | HEXAGRAM FOR DIFFICULTY AT THE BEGINNING | HEXAGRAM FOR DIFFICULTY AT THE BEGINNING |
| Mã hóa ký tự        | decimal                                  | hex                                      |
| Unicode             | 19906                                    | U+4DC2                                   |
| UTF-8               | 228 183 130                              | E4 B7 82                                 |
| Tham chiếu ký tự số | &#19906;                                 | &#x4DC2;                                 |

## Quẻ 4: Sơn Thủy Mông
Quẻ Sơn Thủy Mông đồ hình 1::::1: quẻ Sơn Thủy Mông còn gọi là quẻ Mông (蒙 mèng), là quẻ thứ 04 trong Kinh Dịch. Quẻ được kết hợp bởi Nội quái là ☵ (:|: 坎 kản) Khảm hay (水) Nước và Ngoại quái là ☶ (::| 艮 gẽn) Cấn hay (山) Núi.
| Kí tự               | ䷃                           | ䷃                           |
| ------------------- | --------------------------- | --------------------------- |
| Tên Unicode         | HEXAGRAM FOR YOUTHFUL FOLLY | HEXAGRAM FOR YOUTHFUL FOLLY |
| Mã hóa ký tự        | decimal                     | hex                         |
| Unicode             | 19907                       | U+4DC3                      |
| UTF-8               | 228 183 131                 | E4 B7 83                    |
| Tham chiếu ký tự số | &#19907;                    | &#x4DC3;                    |

## Quẻ 5: Thủy Thiên Nhu
Quẻ Thủy Thiên Nhu, đồ hình |||:|: quẻ Thủy Thiên Nhu còn gọi là quẻ Nhu (需 xú). Nội quái là ☰ (||| 乾 qiàn) Càn hay Trời (天). Ngoại quái là ☵ (:|: 坎 kản) Khảm hay Nước (水).
| Kí tự               | ䷄                    | ䷄                    |
| ------------------- | -------------------- | -------------------- |
| Tên Unicode         | HEXAGRAM FOR WAITING | HEXAGRAM FOR WAITING |
| Mã hóa ký tự        | decimal              | hex                  |
| Unicode             | 19908                | U+4DC4               |
| UTF-8               | 228 183 132          | E4 B7 84             |
| Tham chiếu ký tự số | &#19908;             | &#x4DC4;             |

## Quẻ 6: Thiên Thủy Tụng
Quẻ Thiên Thủy Tụng đồ hình :|:||| quẻ Thiên Thủy Tụng còn gọi là quẻ Tụng 訟 (sõng), là quẻ thứ 06 trong Kinh Dịch. Quẻ được kết hợp bởi Nội quái là ☵ (:|: 坎 kản) Khảm hay Nước (水) và Ngoại quái là ☰ (||| 乾 qiàn) Càn hay Trời (天).
| Kí tự               | ䷅                     | ䷅                     |
| ------------------- | --------------------- | --------------------- |
| Tên Unicode         | HEXAGRAM FOR CONFLICT | HEXAGRAM FOR CONFLICT |
| Mã hóa ký tự        | decimal               | hex                   |
| Unicode             | 19909                 | U+4DC5                |
| UTF-8               | 228 183 133           | E4 B7 85              |
| Tham chiếu ký tự số | &#19909;              | &#x4DC5;              |

## Quẻ 7: Địa Thủy Sư
Quẻ Địa Thủy Sư đồ hình :|:::: quẻ Địa Thủy Sư còn gọi là quẻ Sư 師 (shí), là quẻ số 07 trong Kinh Dịch. Quẻ được kết hợp bởi Nội quái là ☵ (:|: 坎 kản) Khảm hay Nước (水) và Ngoại quái là ☷ (::: 坤 kún) Khôn hay Đất (地).
| Kí tự               | ䷆                     | ䷆                     |
| ------------------- | --------------------- | --------------------- |
| Tên Unicode         | HEXAGRAM FOR THE ARMY | HEXAGRAM FOR THE ARMY |
| Mã hóa ký tự        | decimal               | hex                   |
| Unicode             | 19910                 | U+4DC6                |
| UTF-8               | 228 183 134           | E4 B7 86              |
| Tham chiếu ký tự số | &#19910;              | &#x4DC6;              |

## Quẻ 8: Thủy Địa Tỷ
Quẻ Thủy Địa Tỷ đồ hình ::::|: quẻ Thủy Địa Tỷ còn gọi là quẻ Tỷ (比 bỉ), là quẻ thứ 08 trong Kinh Dịch. Quẻ được kết hợp bởi Nội quái là ☷ (::: 坤 kún) Khôn hay Đất (地) và Ngoại quái là ☵ (:|: 坎 kản) Khảm hay Nước (水).
| Kí tự               | ䷇                             | ䷇                             |
| ------------------- | ----------------------------- | ----------------------------- |
| Tên Unicode         | HEXAGRAM FOR HOLDING TOGETHER | HEXAGRAM FOR HOLDING TOGETHER |
| Mã hóa ký tự        | decimal                       | hex                           |
| Unicode             | 19911                         | U+4DC7                        |
| UTF-8               | 228 183 135                   | E4 B7 87                      |
| Tham chiếu ký tự số | &#19911;                      | &#x4DC7;                      |

## Quẻ 9: Phong Thiên Tiểu Súc
Quẻ Phong Thiên Tiểu Súc đồ hình |||:|| còn gọi là quẻ Tiểu Súc (小畜 xiảo chũ), là quẻ thứ 09 trong Kinh Dịch. Quẻ được kết hợp bởi Nội quái là ☰ (||| 乾 qiàn) Càn hay Trời (天) và Ngoại quái là ☴ (:|| 巽 xũn) Tốn hay Gió (風).
| Kí tự               | ䷈                         | ䷈                         |
| ------------------- | ------------------------- | ------------------------- |
| Tên Unicode         | HEXAGRAM FOR SMALL TAMING | HEXAGRAM FOR SMALL TAMING |
| Mã hóa ký tự        | decimal                   | hex                       |
| Unicode             | 19912                     | U+4DC8                    |
| UTF-8               | 228 183 136               | E4 B7 88                  |
| Tham chiếu ký tự số | &#19912;                  | &#x4DC8;                  |

## Quẻ 10: Thiên Trạch Lý
Quẻ Thiên Trạch Lý đồ hình ||:||| còn gọi là quẻ Lý (履 lủ), là quẻ thứ 10 trong Kinh Dịch. Quẻ được kết hợp bởi Nội quái là ☱ (||: 兌 dũi) Đoài hay Đầm (澤) và Ngoại quái là ☰ (||| 乾 qiàn) Càn hay Trời (天).
| Kí tự               | ䷉                     | ䷉                     |
| ------------------- | --------------------- | --------------------- |
| Tên Unicode         | HEXAGRAM FOR TREADING | HEXAGRAM FOR TREADING |
| Mã hóa ký tự        | decimal               | hex                   |
| Unicode             | 19913                 | U+4DC9                |
| UTF-8               | 228 183 137           | E4 B7 89              |
| Tham chiếu ký tự số | &#19913;              | &#x4DC9;              |

## Quẻ 11: Địa Thiên Thái
Quẻ Địa Thiên Thái đồ hình |||::: còn gọi là quẻ Thái (泰 tãi), là quẻ số 11 trong Kinh Dịch. Quẻ được kết hợp bởi Nội quái là ☰ (||| 乾 qiàn) Càn hay Trời (天) và Ngoại quái là ☷ (::: 坤 kún) Khôn hay Đất (地)
| Kí tự               | ䷊                  | ䷊                  |
| ------------------- | ------------------ | ------------------ |
| Tên Unicode         | HEXAGRAM FOR PEACE | HEXAGRAM FOR PEACE |
| Mã hóa ký tự        | decimal            | hex                |
| Unicode             | 19914              | U+4DCA             |
| UTF-8               | 228 183 138        | E4 B7 8A           |
| Tham chiếu ký tự số | &#19914;           | &#x4DCA;           |

## Quẻ 12: Thiên Địa Bĩ
Quẻ Thiên Địa Bĩ đồ hình :::||| còn gọi là quẻ Bĩ (否 pỉ), là quẻ số 12 trong Kinh Dịch. Quẻ được kết hợp bởi Nội quái là ☷ (::: 坤 kún) Khôn hay Đất (地) và Ngoại quái là ☰ (||| 乾 qiàn) Càn hay Trời (天).
| Kí tự               | ䷋                       | ䷋                       |
| ------------------- | ----------------------- | ----------------------- |
| Tên Unicode         | HEXAGRAM FOR STANDSTILL | HEXAGRAM FOR STANDSTILL |
| Mã hóa ký tự        | decimal                 | hex                     |
| Unicode             | 19915                   | U+4DCB                  |
| UTF-8               | 228 183 139             | E4 B7 8B                |
| Tham chiếu ký tự số | &#19915;                | &#x4DCB;                |

## Quẻ 13: Thiên Hỏa Đồng Nhân
Quẻ Thiên Hỏa Đồng Nhân, đồ hình |:|||| còn gọi là quẻ Đồng Nhân (同人 tong2 ren2), là quẻ số 13 trong Kinh Dịch. Quẻ được kết hợp bởi Nội quái là ☲ (|:| 離 li2) Ly hay Hỏa (火) và Ngoại quái là ☰ (||| 乾 qian2) Càn hay Trời (天).
| Kí tự               | ䷌                       | ䷌                       |
| ------------------- | ----------------------- | ----------------------- |
| Tên Unicode         | HEXAGRAM FOR FELLOWSHIP | HEXAGRAM FOR FELLOWSHIP |
| Mã hóa ký tự        | decimal                 | hex                     |
| Unicode             | 19916                   | U+4DCC                  |
| UTF-8               | 228 183 140             | E4 B7 8C                |
| Tham chiếu ký tự số | &#19916;                | &#x4DCC;                |

## Quẻ 14: Hỏa Thiên Đại Hữu
Quẻ Hỏa Thiên Đại Hữu, đồ hình ||||:| còn gọi là quẻ Đại Hữu (大有 da4 you3), là quẻ thứ 14 trong Kinh Dịch. Quẻ được kết hợp bởi Nội quái là ☰ (||| 乾 qian2) Càn hay Trời (天) và Ngoại quái là ☲ (|:| 離 li2) Ly hay Hỏa (火).
| Kí tự               | ䷍                             | ䷍                             |
| ------------------- | ----------------------------- | ----------------------------- |
| Tên Unicode         | HEXAGRAM FOR GREAT POSSESSION | HEXAGRAM FOR GREAT POSSESSION |
| Mã hóa ký tự        | decimal                       | hex                           |
| Unicode             | 19917                         | U+4DCD                        |
| UTF-8               | 228 183 141                   | E4 B7 8D                      |
| Tham chiếu ký tự số | &#19917;                      | &#x4DCD;                      |

## Quẻ 15: Địa Sơn Khiêm
Quẻ Địa Sơn Khiêm, đồ hình ::|::: còn gọi là quẻ Khiêm (謙 qian1), là quẻ thứ 15 trong Kinh Dịch. Quẻ được kết hợp bởi Nội quái là ☶ (::| 艮 gen4) Cấn hay Núi (山) và Ngoại quái là ☷ (::: 坤 kun1) Khôn hay Đất (地).
| Kí tự               | ䷎                    | ䷎                    |
| ------------------- | -------------------- | -------------------- |
| Tên Unicode         | HEXAGRAM FOR MODESTY | HEXAGRAM FOR MODESTY |
| Mã hóa ký tự        | decimal              | hex                  |
| Unicode             | 19918                | U+4DCE               |
| UTF-8               | 228 183 142          | E4 B7 8E             |
| Tham chiếu ký tự số | &#19918;             | &#x4DCE;             |

## Quẻ 16: Lôi Địa Dự
Quẻ Lôi Địa Dự, đồ hình :::|:: còn gọi là quẻ Dự (豫 yu4), là quẻ thứ 16 trong Kinh Dịch. Quẻ được kết hợp bởi Nội quái là ☷ (::: 坤 kun1) Khôn hay Đất (地) và Ngoại quái là ☳ (|:: 震 zhen4) Chấn hay Sấm (雷).
| Kí tự               | ䷏                       | ䷏                       |
| ------------------- | ----------------------- | ----------------------- |
| Tên Unicode         | HEXAGRAM FOR ENTHUSIASM | HEXAGRAM FOR ENTHUSIASM |
| Mã hóa ký tự        | decimal                 | hex                     |
| Unicode             | 19919                   | U+4DCF                  |
| UTF-8               | 228 183 143             | E4 B7 8F                |
| Tham chiếu ký tự số | &#19919;                | &#x4DCF;                |

## Quẻ 17: Trạch Lôi Tùy
Quẻ Trạch Lôi Tùy, đồ hình |::||: còn gọi là quẻ Tùy (隨 sui2), là quẻ thứ 17 trong Kinh Dịch. Quẻ được kết hợp bởi Nội quái là ☳ (|:: 震 zhen4) Chấn hay Sấm (雷) và Ngoại quái là ☱ (||: 兌 dui4) Đoài hay Đầm (澤).
| Kí tự               | ䷐                      | ䷐                      |
| ------------------- | ---------------------- | ---------------------- |
| Tên Unicode         | HEXAGRAM FOR FOLLOWING | HEXAGRAM FOR FOLLOWING |
| Mã hóa ký tự        | decimal                | hex                    |
| Unicode             | 19920                  | U+4DD0                 |
| UTF-8               | 228 183 144            | E4 B7 90               |
| Tham chiếu ký tự số | &#19920;               | &#x4DD0;               |

## Quẻ 18: Sơn Phong Cổ
Quẻ Sơn Phong Cổ, đồ hình :||::| còn gọi là quẻ Cổ (蠱 gu3), là quẻ thứ 18 trong Kinh Dịch. Quẻ được kết hợp bởi Nội quái là ☴ (:|| 巽 xun4) Tốn hay Gió (風) và Ngoại quái là ☶ (::| 艮 gen4) Cấn hay Núi (山).
| Kí tự               | ䷑                                | ䷑                                |
| ------------------- | -------------------------------- | -------------------------------- |
| Tên Unicode         | HEXAGRAM FOR WORK ON THE DECAYED | HEXAGRAM FOR WORK ON THE DECAYED |
| Mã hóa ký tự        | decimal                          | hex                              |
| Unicode             | 19921                            | U+4DD1                           |
| UTF-8               | 228 183 145                      | E4 B7 91                         |
| Tham chiếu ký tự số | &#19921;                         | &#x4DD1;                         |

## Quẻ 19: Địa Trạch Lâm
Quẻ Địa Trạch Lâm, đồ hình ||:::: còn gọi là quẻ Lâm (臨 lin2), là quẻ thứ 19 trong Kinh Dịch. Quẻ được kết hợp bởi Nội quái là ☱ (||: 兌 dui4) Đoài hay Đầm (澤) và Ngoại quái là ☷ (::: 坤 kun1) Khôn hay Đất (地).
| Kí tự               | ䷒                     | ䷒                     |
| ------------------- | --------------------- | --------------------- |
| Tên Unicode         | HEXAGRAM FOR APPROACH | HEXAGRAM FOR APPROACH |
| Mã hóa ký tự        | decimal               | hex                   |
| Unicode             | 19922                 | U+4DD2                |
| UTF-8               | 228 183 146           | E4 B7 92              |
| Tham chiếu ký tự số | &#19922;              | &#x4DD2;              |

## Quẻ 20: Phong Địa Quan
Quẻ Phong Địa Quan, đồ hình ::::|| còn gọi là quẻ Quan (觀 guan1), là quẻ thứ 20 trong Kinh Dịch. Quẻ được kết hợp bởi Nội quái là ☷ (::: 坤 kun1) Khôn hay Đất (地) và Ngoại quái là ☴ (:|| 巽 xun4) Tốn hay Gió (風).
| Kí tự               | ䷓                          | ䷓                          |
| ------------------- | -------------------------- | -------------------------- |
| Tên Unicode         | HEXAGRAM FOR CONTEMPLATION | HEXAGRAM FOR CONTEMPLATION |
| Mã hóa ký tự        | decimal                    | hex                        |
| Unicode             | 19923                      | U+4DD3                     |
| UTF-8               | 228 183 147                | E4 B7 93                   |
| Tham chiếu ký tự số | &#19923;                   | &#x4DD3;                   |

## Quẻ 21: Hỏa Lôi Phệ Hạp
Quẻ Hỏa Lôi Phệ Hạp, còn gọi là quẻ Phệ Hạp, đồ hình |::|:| (噬嗑 shi4 ke4), là quẻ thứ 21 trong Kinh Dịch. Quẻ được kết hợp bởi Nội quái là ☳ (|:: 震 zhen4) Chấn hay Sấm (雷) và Ngoại quái là ☲ (|:| 離 li2) Ly hay Hỏa (火).
| Kí tự               | ䷔                           | ䷔                           |
| ------------------- | --------------------------- | --------------------------- |
| Tên Unicode         | HEXAGRAM FOR BITING THROUGH | HEXAGRAM FOR BITING THROUGH |
| Mã hóa ký tự        | decimal                     | hex                         |
| Unicode             | 19924                       | U+4DD4                      |
| UTF-8               | 228 183 148                 | E4 B7 94                    |
| Tham chiếu ký tự số | &#19924;                    | &#x4DD4;                    |

## Quẻ 22: Sơn Hỏa Bí
Quẻ Sơn Hỏa Bí, đồ hình |:|::| còn gọi là quẻ Bí (賁 bi4), là quẻ thứ 22 trong Kinh Dịch. Quẻ được kết hợp bởi Nội quái là ☲ (|:| 離 li2) Ly hay Hỏa (火) và Ngoại quái là ☶ (::| 艮 gen4) Cấn hay Núi (山).
| Kí tự               | ䷕                  | ䷕                  |
| ------------------- | ------------------ | ------------------ |
| Tên Unicode         | HEXAGRAM FOR GRACE | HEXAGRAM FOR GRACE |
| Mã hóa ký tự        | decimal            | hex                |
| Unicode             | 19925              | U+4DD5             |
| UTF-8               | 228 183 149        | E4 B7 95           |
| Tham chiếu ký tự số | &#19925;           | &#x4DD5;           |

## Quẻ 23: Sơn Địa Bác
Quẻ Sơn Địa Bác đồ hình :::::| còn gọi là quẻ Bác (剝 bo1), là quẻ thứ 23 trong Kinh Dịch. Quẻ được kết hợp bởi Nội quái là ☷ (::: 坤 kun1) Khôn hay Đất (地) và Ngoại quái là ☶ (::| 艮 gen4) Cấn hay Núi (山).
| Kí tự               | ䷖                            | ䷖                            |
| ------------------- | ---------------------------- | ---------------------------- |
| Tên Unicode         | HEXAGRAM FOR SPLITTING APART | HEXAGRAM FOR SPLITTING APART |
| Mã hóa ký tự        | decimal                      | hex                          |
| Unicode             | 19926                        | U+4DD6                       |
| UTF-8               | 228 183 150                  | E4 B7 96                     |
| Tham chiếu ký tự số | &#19926;                     | &#x4DD6;                     |

## Quẻ 24: Địa Lôi Phục
Quẻ Địa Lôi Phục, đồ hình |::::: còn gọi là quẻ Phục (復 fu4), là quẻ thứ 24 trong Kinh Dịch. Quẻ được kết hợp bởi Nội quái là ☳ (|:: 震 zhen4) Chấn hay Sấm (雷) và Ngoại quái là ☷ (::: 坤 kun1) Khôn hay Đất (地).
| Kí tự               | ䷗                   | ䷗                   |
| ------------------- | ------------------- | ------------------- |
| Tên Unicode         | HEXAGRAM FOR RETURN | HEXAGRAM FOR RETURN |
| Mã hóa ký tự        | decimal             | hex                 |
| Unicode             | 19927               | U+4DD7              |
| UTF-8               | 228 183 151         | E4 B7 97            |
| Tham chiếu ký tự số | &#19927;            | &#x4DD7;            |

## Quẻ 25: Thiên Lôi Vô Vọng
Quẻ Thiên Lôi Vô Vọng, đồ hình |::||| còn gọi là quẻ Vô Vọng (無妄 wu2 wang4), là quẻ thứ 25 trong Kinh Dịch. Quẻ được kết hợp bởi Nội quái là ☳ (|:: 震 zhen4) Chấn hay Sấm (雷) và Ngoại quái là ☰ (||| 乾 qian2) Càn hay Trời (天).
| Kí tự               | ䷘                      | ䷘                      |
| ------------------- | ---------------------- | ---------------------- |
| Tên Unicode         | HEXAGRAM FOR INNOCENCE | HEXAGRAM FOR INNOCENCE |
| Mã hóa ký tự        | decimal                | hex                    |
| Unicode             | 19928                  | U+4DD8                 |
| UTF-8               | 228 183 152            | E4 B7 98               |
| Tham chiếu ký tự số | &#19928;               | &#x4DD8;               |

## Quẻ 26: Sơn Thiên Đại Súc
Quẻ Thiên Sơn Đại Súc, đồ hình |||::| còn gọi là quẻ Đại Súc (大畜 da4 chu4), là quẻ thứ 26 trong Kinh Dịch. Quẻ được kết hợp bởi Nội quái là ☰ (||| 乾 qian2) Càn hay Trời (天) và Ngoại quái là ☶ (::| 艮 gen4) Cấn hay Núi (山).
| Kí tự               | ䷙                         | ䷙                         |
| ------------------- | ------------------------- | ------------------------- |
| Tên Unicode         | HEXAGRAM FOR GREAT TAMING | HEXAGRAM FOR GREAT TAMING |
| Mã hóa ký tự        | decimal                   | hex                       |
| Unicode             | 19929                     | U+4DD9                    |
| UTF-8               | 228 183 153               | E4 B7 99                  |
| Tham chiếu ký tự số | &#19929;                  | &#x4DD9;                  |

## Quẻ 27: Sơn Lôi Di
Quẻ Sơn Lôi Di, đồ hình |::::| còn gọi là quẻ Di (頤 yi2), là quẻ thứ 27 trong Kinh Dịch. Quẻ được kết hợp bởi Nội quái là ☳ (|:: 震 zhen4) Chấn hay Sấm (雷) và Ngoại quái là ☶ (::| 艮 gen4) Cấn hay Núi (山).
| Kí tự               | ䷚                          | ䷚                          |
| ------------------- | -------------------------- | -------------------------- |
| Tên Unicode         | HEXAGRAM FOR MOUTH CORNERS | HEXAGRAM FOR MOUTH CORNERS |
| Mã hóa ký tự        | decimal                    | hex                        |
| Unicode             | 19930                      | U+4DDA                     |
| UTF-8               | 228 183 154                | E4 B7 9A                   |
| Tham chiếu ký tự số | &#19930;                   | &#x4DDA;                   |

## Quẻ 28: Trạch Phong Đại Quá
Quẻ Trạch Phong Đại Quá, đồ hình :||||: còn gọi là quẻ Đại Quá (大過 da4 guo4), là quẻ thứ 28 trong Kinh Dịch. Quẻ được kết hợp bởi Nội quái là ☴ (:|| 巽 xun4) Tốn hay Gió (風) và Ngoại quái là ☱ (||: 兌 dui4) Đoài hay Đầm (澤).
| Kí tự               | ䷛                                | ䷛                                |
| ------------------- | -------------------------------- | -------------------------------- |
| Tên Unicode         | HEXAGRAM FOR GREAT PREPONDERANCE | HEXAGRAM FOR GREAT PREPONDERANCE |
| Mã hóa ký tự        | decimal                          | hex                              |
| Unicode             | 19931                            | U+4DDB                           |
| UTF-8               | 228 183 155                      | E4 B7 9B                         |
| Tham chiếu ký tự số | &#19931;                         | &#x4DDB;                         |

## Quẻ 29: Thuần Khảm
Quẻ Thuần Khảm, đồ hình :|::|: còn gọi là quẻ Khảm (坎 kan3), là quẻ thứ 29 trong Kinh Dịch. Quẻ được kết hợp bởi Nội quái là ☵ (:|: 坎 kan3) Khảm hay Nước (水) và Ngoại quái là ☵ (:|: 坎 kan3) Khảm hay Nước (水).
| Kí tự               | ䷜                              | ䷜                              |
| ------------------- | ------------------------------ | ------------------------------ |
| Tên Unicode         | HEXAGRAM FOR THE ABYSMAL WATER | HEXAGRAM FOR THE ABYSMAL WATER |
| Mã hóa ký tự        | decimal                        | hex                            |
| Unicode             | 19932                          | U+4DDC                         |
| UTF-8               | 228 183 156                    | E4 B7 9C                       |
| Tham chiếu ký tự số | &#19932;                       | &#x4DDC;                       |

## Quẻ 30: Thuần Ly
Quẻ Thuần Ly, đồ hình |:||:| còn gọi là quẻ Ly (離 li2), là quẻ thứ 30 trong Kinh Dịch. Quẻ được kết hợp bởi Nội quái là ☲ (|:| 離 li2) Ly hay Hỏa (火) và Ngoại quái là ☲ (|:| 離 li2) Ly hay Hỏa (火).
| Kí tự               | ䷝                              | ䷝                              |
| ------------------- | ------------------------------ | ------------------------------ |
| Tên Unicode         | HEXAGRAM FOR THE CLINGING FIRE | HEXAGRAM FOR THE CLINGING FIRE |
| Mã hóa ký tự        | decimal                        | hex                            |
| Unicode             | 19933                          | U+4DDD                         |
| UTF-8               | 228 183 157                    | E4 B7 9D                       |
| Tham chiếu ký tự số | &#19933;                       | &#x4DDD;                       |

## Quẻ 31: Trạch Sơn Hàm
Quẻ Trạch Sơn Hàm, đồ hình ::|||: còn gọi là quẻ Hàm (咸 xian2), là quẻ thứ 31 trong Kinh Dịch. Quẻ được kết hợp bởi Nội quái là ☶ (::| 艮 gen4) Cấn hay Núi (山) và Ngoại quái là ☱ (||: 兌 dui4) Đoài hay Đầm (澤).
| Kí tự               | ䷞                      | ䷞                      |
| ------------------- | ---------------------- | ---------------------- |
| Tên Unicode         | HEXAGRAM FOR INFLUENCE | HEXAGRAM FOR INFLUENCE |
| Mã hóa ký tự        | decimal                | hex                    |
| Unicode             | 19934                  | U+4DDE                 |
| UTF-8               | 228 183 158            | E4 B7 9E               |
| Tham chiếu ký tự số | &#19934;               | &#x4DDE;               |

## Quẻ 32: Lôi Phong Hằng
Quẻ Lôi Phong Hằng, đồ hình :|||:: còn gọi là quẻ Hằng (恆 heng2), là quẻ thứ 32 trong Kinh Dịch. Quẻ được kết hợp bởi Nội quái là ☴ (:|| 巽 xun4) Tốn hay Gió (風) và Ngoại quái là ☳ (|:: 震 zhen4) Chấn hay Sấm (雷).
| Kí tự               | ䷟                     | ䷟                     |
| ------------------- | --------------------- | --------------------- |
| Tên Unicode         | HEXAGRAM FOR DURATION | HEXAGRAM FOR DURATION |
| Mã hóa ký tự        | decimal               | hex                   |
| Unicode             | 19935                 | U+4DDF                |
| UTF-8               | 228 183 159           | E4 B7 9F              |
| Tham chiếu ký tự số | &#19935;              | &#x4DDF;              |

## Quẻ 33: Thiên Sơn Độn
Quẻ Thiên Sơn Độn, đồ hình ::|||| còn gọi là quẻ Độn (遯 dun4), là quẻ thứ 33 trong Kinh Dịch. Quẻ được kết hợp bởi Nội quái là ☶ (::| 艮 gen4) Cấn hay Núi (山) và Ngoại quái là ☰ (||| 乾 qian2) Càn hay Trời (天).
| Kí tự               | ䷠                    | ䷠                    |
| ------------------- | -------------------- | -------------------- |
| Tên Unicode         | HEXAGRAM FOR RETREAT | HEXAGRAM FOR RETREAT |
| Mã hóa ký tự        | decimal              | hex                  |
| Unicode             | 19936                | U+4DE0               |
| UTF-8               | 228 183 160          | E4 B7 A0             |
| Tham chiếu ký tự số | &#19936;             | &#x4DE0;             |

## Quẻ 34: Lôi Thiên Đại Tráng
Quẻ Lôi Thiên Đại Tráng, đồ hình ||||:: còn gọi là quẻ Đại Tráng (大壯 da4 zhuang4), là quẻ thứ 34 trong Kinh Dịch. Quẻ được kết hợp bởi Nội quái là ☰ (||| 乾 qian2) Càn hay Trời (天) và Ngoại quái là ☳ (|:: 震 zhen4) Chấn hay Sấm (雷).
| Kí tự               | ䷡                        | ䷡                        |
| ------------------- | ------------------------ | ------------------------ |
| Tên Unicode         | HEXAGRAM FOR GREAT POWER | HEXAGRAM FOR GREAT POWER |
| Mã hóa ký tự        | decimal                  | hex                      |
| Unicode             | 19937                    | U+4DE1                   |
| UTF-8               | 228 183 161              | E4 B7 A1                 |
| Tham chiếu ký tự số | &#19937;                 | &#x4DE1;                 |

## Quẻ 35: Hỏa Địa Tấn
Quẻ Hỏa Địa Tấn đồ hình :::|:| còn gọi là quẻ Tấn (晉 jĩn), là quẻ thứ 35 trong Kinh Dịch. Quẻ được kết hợp bởi Nội quái là ☷ (::: 坤 kún) Khôn hay Đất (地) và Ngoại quái là ☲ (|:| 離 lì) Ly hay Hỏa (火).
| Kí tự               | ䷢                     | ䷢                     |
| ------------------- | --------------------- | --------------------- |
| Tên Unicode         | HEXAGRAM FOR PROGRESS | HEXAGRAM FOR PROGRESS |
| Mã hóa ký tự        | decimal               | hex                   |
| Unicode             | 19938                 | U+4DE2                |
| UTF-8               | 228 183 162           | E4 B7 A2              |
| Tham chiếu ký tự số | &#19938;              | &#x4DE2;              |

## Quẻ 36: Địa Hỏa Minh Di
Quẻ Địa Hỏa Minh Di, đồ hình |:|::: còn gọi là quẻ Minh Di (明夷 ming2 yi2), là quẻ thứ 36 trong Kinh Dịch. Quẻ được kết hợp bởi Nội quái là ☲ (|:| 離 li2) Ly hay Hỏa (火) và Ngoại quái là ☷ (::: 坤 kun1) Khôn hay Đất (地).
明夷 (míng yí), "Darkening of the Light".
| Kí tự               | ䷣                                   | ䷣                                   |
| ------------------- | ----------------------------------- | ----------------------------------- |
| Tên Unicode         | HEXAGRAM FOR DARKENING OF THE LIGHT | HEXAGRAM FOR DARKENING OF THE LIGHT |
| Mã hóa ký tự        | decimal                             | hex                                 |
| Unicode             | 19939                               | U+4DE3                              |
| UTF-8               | 228 183 163                         | E4 B7 A3                            |
| Tham chiếu ký tự số | &#19939;                            | &#x4DE3;                            |

## Quẻ 37: Phong Hỏa Gia Nhân
Quẻ Phong Hỏa Gia Nhân, đồ hình |:|:|| còn gọi là quẻ Gia Nhân (家人 jia1 ren2), là quẻ thứ 37 trong Kinh Dịch. Quẻ được kết hợp bởi Nội quái là ☲ (|:| 離 li2) Ly hay Hỏa (火) và Ngoại quái là ☴ (:|| 巽 xun4) Tốn hay Gió (風).
家人 (jiā rén), "Dwelling People".
| Kí tự               | ䷤                       | ䷤                       |
| ------------------- | ----------------------- | ----------------------- |
| Tên Unicode         | HEXAGRAM FOR THE FAMILY | HEXAGRAM FOR THE FAMILY |
| Mã hóa ký tự        | decimal                 | hex                     |
| Unicode             | 19940                   | U+4DE4                  |
| UTF-8               | 228 183 164             | E4 B7 A4                |
| Tham chiếu ký tự số | &#19940;                | &#x4DE4;                |

## Quẻ 38: Hỏa Trạch Khuê
Quẻ Hỏa Trạch Khuê, đồ hình ||:|:| còn gọi là quẻ Khuê 睽 (kui2), là quẻ thứ 38 trong Kinh Dịch. Quẻ được kết hợp bởi Nội quái là ☱ (||: 兌 dui4) Đoài hay Đầm (澤) và Ngoại quái là ☲ (|:| 離 li2) Ly hay Hỏa (火).
睽 (kuí), "Polarising".
| Kí tự               | ䷥                       | ䷥                       |
| ------------------- | ----------------------- | ----------------------- |
| Tên Unicode         | HEXAGRAM FOR OPPOSITION | HEXAGRAM FOR OPPOSITION |
| Mã hóa ký tự        | decimal                 | hex                     |
| Unicode             | 19941                   | U+4DE5                  |
| UTF-8               | 228 183 165             | E4 B7 A5                |
| Tham chiếu ký tự số | &#19941;                | &#x4DE5;                |

## Quẻ 39: Thủy Sơn Kiển
Quẻ Thủy Sơn Kiển, đồ hình ::|:|: còn gọi là quẻ Kiển 蹇 (jian3), là quẻ thứ 39 trong Kinh Dịch. Quẻ được kết hợp bởi Nội quái là ☶ (::| 艮 gen4) Cấn hay Núi (山) và Ngoại quái là ☵ (:|: 坎 kan3) Khảm hay Nước (水).
蹇 (jiǎn), "Limping".
| Kí tự               | ䷦                        | ䷦                        |
| ------------------- | ------------------------ | ------------------------ |
| Tên Unicode         | HEXAGRAM FOR OBSTRUCTION | HEXAGRAM FOR OBSTRUCTION |
| Mã hóa ký tự        | decimal                  | hex                      |
| Unicode             | 19942                    | U+4DE6                   |
| UTF-8               | 228 183 166              | E4 B7 A6                 |
| Tham chiếu ký tự số | &#19942;                 | &#x4DE6;                 |

## Quẻ 40: Lôi Thủy Giải
Quẻ Lôi Thủy Giải, đồ hình :|:|:: còn gọi là quẻ Giải (解 xie4), là quẻ thứ 40 trong Kinh Dịch. Quẻ được kết hợp bởi Nội quái là ☵ (:|: 坎 kan3) Khảm hay Nước (水) và Ngoại quái là ☳ (|:: 震 zhen4) Chấn hay Sấm (雷).
解 (xiè), "Taking-Apart".
| Kí tự               | ䷧                        | ䷧                        |
| ------------------- | ------------------------ | ------------------------ |
| Tên Unicode         | HEXAGRAM FOR DELIVERANCE | HEXAGRAM FOR DELIVERANCE |
| Mã hóa ký tự        | decimal                  | hex                      |
| Unicode             | 19943                    | U+4DE7                   |
| UTF-8               | 228 183 167              | E4 B7 A7                 |
| Tham chiếu ký tự số | &#19943;                 | &#x4DE7;                 |

## Quẻ 41: Sơn Trạch Tổn
Quẻ Sơn Trạch Tổn, đồ hình ||:::| còn gọi là quẻ Tổn (損 sun3), là quẻ thứ 41 trong Kinh Dịch. Quẻ được kết hợp bởi Nội quái là ☱ (||: 兌 dui4) Đoài hay Đầm (澤) và Ngoại quái là ☶ (::| 艮 gen4) Cấn hay Núi (山).
損 (sǔn), "Diminishing", "lose", "reduction", "remove", "damage", "decrease".
| Kí tự               | ䷨                     | ䷨                     |
| ------------------- | --------------------- | --------------------- |
| Tên Unicode         | HEXAGRAM FOR DECREASE | HEXAGRAM FOR DECREASE |
| Mã hóa ký tự        | decimal               | hex                   |
| Unicode             | 19944                 | U+4DE8                |
| UTF-8               | 228 183 168           | E4 B7 A8              |
| Tham chiếu ký tự số | &#19944;              | &#x4DE8;              |

## Quẻ 42: Phong Lôi Ích
Quẻ Phong Lôi Ích, đồ hình |:::|| còn gọi là quẻ Ích (益 yi4), là quẻ thứ 42 trong Kinh Dịch. Quẻ được kết hợp bởi Nội quái là ☳ (|:: 震 zhen4) Chấn hay Sấm (雷) và Ngoại quái là ☴ (:|| 巽 xun4) Tốn hay Gió (風).
益 (yì), "Augmenting".
| Kí tự               | ䷩                     | ䷩                     |
| ------------------- | --------------------- | --------------------- |
| Tên Unicode         | HEXAGRAM FOR INCREASE | HEXAGRAM FOR INCREASE |
| Mã hóa ký tự        | decimal               | hex                   |
| Unicode             | 19945                 | U+4DE9                |
| UTF-8               | 228 183 169           | E4 B7 A9              |
| Tham chiếu ký tự số | &#19945;              | &#x4DE9;              |

## Quẻ 43: Trạch Thiên Quải
Quẻ Trạch Thiên Quải, đồ hình |||||: còn gọi là quẻ Quải (夬 guai4), là quẻ thứ 43 trong Kinh Dịch. Quẻ được kết hợp bởi Nội quái là ☰ (||| 乾 qian2) Càn hay Trời (天) và Ngoại quái là ☱ (||: 兌 dui4) Đoài hay Đầm (澤).
夬 (guài), "Displacement".
| Kí tự               | ䷪                         | ䷪                         |
| ------------------- | ------------------------- | ------------------------- |
| Tên Unicode         | HEXAGRAM FOR BREAKTHROUGH | HEXAGRAM FOR BREAKTHROUGH |
| Mã hóa ký tự        | decimal                   | hex                       |
| Unicode             | 19946                     | U+4DEA                    |
| UTF-8               | 228 183 170               | E4 B7 AA                  |
| Tham chiếu ký tự số | &#19946;                  | &#x4DEA;                  |

## Quẻ 44: Thiên Phong Cấu
Quẻ Thiên Phong Cấu, đồ hình :||||| còn gọi là quẻ Cấu (姤 gou4), là quẻ thứ 44 trong Kinh Dịch. Quẻ được kết hợp bởi Nội quái là (:|| 巽 xun4) Tốn hay Gió (風) và Ngoại quái là (||| 乾 qian2) Càn hay Trời (天).
姤 (gòu), "Coupling".
| Kí tự               | ䷫                           | ䷫                           |
| ------------------- | --------------------------- | --------------------------- |
| Tên Unicode         | HEXAGRAM FOR COMING TO MEET | HEXAGRAM FOR COMING TO MEET |
| Mã hóa ký tự        | decimal                     | hex                         |
| Unicode             | 19947                       | U+4DEB                      |
| UTF-8               | 228 183 171                 | E4 B7 AB                    |
| Tham chiếu ký tự số | &#19947;                    | &#x4DEB;                    |

## Quẻ 45: Trạch Địa Tụy
Quẻ Trạch Địa Tụy, đồ hình :::||: còn gọi là quẻ Tụy (萃 cui4), là quẻ thứ 45 của Kinh Dịch. Quẻ được kết hợp bởi Nội quái là (::: 坤 kun1) Khôn hay Đất (地) và Ngoại quái là (||: 兌 dui4) Đoài hay Đầm (澤).
萃 (cuì), "Clustering", "gathering together (massing)" and "finished".
| Kí tự               | ䷬                               | ䷬                               |
| ------------------- | ------------------------------- | ------------------------------- |
| Tên Unicode         | HEXAGRAM FOR GATHERING TOGETHER | HEXAGRAM FOR GATHERING TOGETHER |
| Mã hóa ký tự        | decimal                         | hex                             |
| Unicode             | 19948                           | U+4DEC                          |
| UTF-8               | 228 183 172                     | E4 B7 AC                        |
| Tham chiếu ký tự số | &#19948;                        | &#x4DEC;                        |

## Quẻ 46: Địa Phong Thăng
Quẻ Địa Phong Thăng, đồ hình :||::: còn gọi là quẻ Thăng (升 sheng1), là quẻ thứ 46 trong Kinh Dịch. Quẻ được kết hợp bởi Nội quái là (:|| 巽 xun4) Tốn hay Gió (風) và Ngoại quái là (::: 坤 kun1) Khôn hay Đất (地).
升 (shēng), "Ascending".
| Kí tự               | ䷭                           | ䷭                           |
| ------------------- | --------------------------- | --------------------------- |
| Tên Unicode         | HEXAGRAM FOR PUSHING UPWARD | HEXAGRAM FOR PUSHING UPWARD |
| Mã hóa ký tự        | decimal                     | hex                         |
| Unicode             | 19949                       | U+4DED                      |
| UTF-8               | 228 183 173                 | E4 B7 AD                    |
| Tham chiếu ký tự số | &#19949;                    | &#x4DED;                    |

## Quẻ 47: Trạch Thủy Khốn
Quẻ Trạch Thủy Khốn, đồ hình :|:||: còn gọi là quẻ Khốn (困 kun4), là quẻ thứ 47 trong Kinh Dịch. Quẻ được kết hợp bởi Nội quái là (:|: 坎 kan3) Khảm hay Nước (水) và Ngoại quái là (||: 兌 dui4) Đoài hay Đầm (澤).
困 (kùn), "Confining".
| Kí tự               | ䷮                       | ䷮                       |
| ------------------- | ----------------------- | ----------------------- |
| Tên Unicode         | HEXAGRAM FOR OPPRESSION | HEXAGRAM FOR OPPRESSION |
| Mã hóa ký tự        | decimal                 | hex                     |
| Unicode             | 19950                   | U+4DEE                  |
| UTF-8               | 228 183 174             | E4 B7 AE                |
| Tham chiếu ký tự số | &#19950;                | &#x4DEE;                |

## Quẻ 48: Thủy Phong Tỉnh
Quẻ Thủy Phong Tỉnh, đồ hình :||:|: còn gọi là quẻ Tỉnh (井 jing3), là quẻ thứ 48 trong Kinh Dịch. Quẻ được kết hợp bởi Nội quái là ☴ (:|| 巽 xun4) Tốn hay Gió (風) và Ngoại quái là ☵ (:|: 坎 kan3) Khảm hay Nước (水).
井 (jǐng), "Welling".
| Kí tự               | ䷯                     | ䷯                     |
| ------------------- | --------------------- | --------------------- |
| Tên Unicode         | HEXAGRAM FOR THE WELL | HEXAGRAM FOR THE WELL |
| Mã hóa ký tự        | decimal               | hex                   |
| Unicode             | 19951                 | U+4DEF                |
| UTF-8               | 228 183 175           | E4 B7 AF              |
| Tham chiếu ký tự số | &#19951;              | &#x4DEF;              |

## Quẻ 49: Trạch Hỏa Cách
Quẻ Trạch Hỏa Cách, đồ hình |:|||: còn gọi là quẻ Cách (革 ge2), là quẻ thứ 49 trong Kinh Dịch. Quẻ được kết hợp bởi Nội quái là ☲ (|:| 離 li2) Ly hay Hỏa (火) và Ngoại quái là ☱ (||: 兌 dui4) Đoài hay Đầm (澤).
革 (gé), "Skinning". Other variations include "revolution (molting)" and "the bridle". Its inner (lower) trigram is ☲ (離 lí) radiance = (火) fire, and its outer (upper) trigram is ☱ (兌 duì) open = (澤) swamp.
| Kí tự               | ䷰                       | ䷰                       |
| ------------------- | ----------------------- | ----------------------- |
| Tên Unicode         | HEXAGRAM FOR REVOLUTION | HEXAGRAM FOR REVOLUTION |
| Mã hóa ký tự        | decimal                 | hex                     |
| Unicode             | 19952                   | U+4DF0                  |
| UTF-8               | 228 183 176             | E4 B7 B0                |
| Tham chiếu ký tự số | &#19952;                | &#x4DF0;                |

## Quẻ 50: Hỏa Phong Đỉnh
Quẻ Hỏa Phong Đỉnh, đồ hình :|||:| còn gọi là quẻ Đỉnh (鼎 ding3), là quẻ thứ 50 trong Kinh Dịch. Quẻ được kết hợp bởi Nội quái là (:|| 巽 xun4) Tốn hay Gió (風) và Ngoại quái là (|:| 離 li2) Ly hay Hỏa (火).
Âm/nghĩa tiếng anh: 鼎 (dǐng), "Holding". Other variations include "the cauldron". Its inner (lower) trigram is ☴ (巽 xùn) ground = (風) wind, and its outer (upper) trigram is ☲ (離 lí) radiance = (火) fire.
| Kí tự               | ䷱                         | ䷱                         |
| ------------------- | ------------------------- | ------------------------- |
| Tên Unicode         | HEXAGRAM FOR THE CAULDRON | HEXAGRAM FOR THE CAULDRON |
| Mã hóa ký tự        | decimal                   | hex                       |
| Unicode             | 19953                     | U+4DF1                    |
| UTF-8               | 228 183 177               | E4 B7 B1                  |
| Tham chiếu ký tự số | &#19953;                  | &#x4DF1;                  |

## Quẻ 51: Thuần Chấn
Quẻ Thuần Chấn, đồ hình |::|:: còn gọi là quẻ Chấn (震 zhen4), là quẻ thứ 51 trong Kinh Dịch. Quẻ được kết hợp bởi Nội quái là (|:: 震 zhen4) Chấn hay Sấm (雷) và Ngoại quái là ☳ (|:: 震 zhen4) Chấn hay Sấm (雷).
Âm/nghĩa tiếng anh: 震 (zhèn), "Shake","the arousing (shock, thunder)"; "thunder, excite, thrill, convulse, and tremor". The advice is to maintain one's concentration ("one did not lose the sacrificial wine in the ladle"). Its inner (lower) trigram is ☳ (震 zhèn) shake = (雷) thunder, and its outer (upper) trigram is identical.
| Kí tự               | ䷲                                 | ䷲                                 |
| ------------------- | --------------------------------- | --------------------------------- |
| Tên Unicode         | HEXAGRAM FOR THE AROUSING THUNDER | HEXAGRAM FOR THE AROUSING THUNDER |
| Mã hóa ký tự        | decimal                           | hex                               |
| Unicode             | 19954                             | U+4DF2                            |
| UTF-8               | 228 183 178                       | E4 B7 B2                          |
| Tham chiếu ký tự số | &#19954;                          | &#x4DF2;                          |

## Quẻ 52: Thuần Cấn
Quẻ Thuần Cấn, đồ hình ::|::| còn gọi là quẻ Cấn (艮 gen4), là quẻ thứ 52 của Kinh Dịch. Quẻ được kết hợp bởi Nội quái là (::| 艮 gen4) Cấn hay Núi (山) và Ngoại quái là (::| 艮 gen4) Cấn hay Núi (山).
Âm/nghĩa tiếng anh: 艮 (gèn), "Bound". Other variations include "keeping still, mountain" and "stilling". The symbol also means, "blunt, tough, and chewy like hard leather". Its inner (lower) trigram is ☶ (艮 gèn) bound = (山) mountain, and its outer (upper) trigram is identical.
| Kí tự               | ䷳                                       | ䷳                                       |
| ------------------- | --------------------------------------- | --------------------------------------- |
| Tên Unicode         | HEXAGRAM FOR THE KEEPING STILL MOUNTAIN | HEXAGRAM FOR THE KEEPING STILL MOUNTAIN |
| Mã hóa ký tự        | decimal                                 | hex                                     |
| Unicode             | 19955                                   | U+4DF3                                  |
| UTF-8               | 228 183 179                             | E4 B7 B3                                |
| Tham chiếu ký tự số | &#19955;                                | &#x4DF3;                                |

## Quẻ 53: Phong Sơn Tiệm
Quẻ Phong Sơn Tiệm, đồ hình ::|:|| còn gọi là quẻ Tiệm (漸 jian4), là quẻ thứ 53 trong Kinh Dịch. Nội quái là ☶ (::| 艮 gen4) Cấn hay Núi (山). Ngoại quái là ☴ (:|| 巽 xun4) Tốn hay Gió (風).
Âm/nghĩa tiếng anh: 漸 (jiàn), "Infiltrating". Other variations include "development (gradual progress)" and "advancement". Its inner (lower) trigram is ☶ (艮 gèn) bound = (山) mountain, and its outer (upper) trigram is ☴ (巽 xùn) ground = (風) wind.
| Kí tự               | ䷴                        | ䷴                        |
| ------------------- | ------------------------ | ------------------------ |
| Tên Unicode         | HEXAGRAM FOR DEVELOPMENT | HEXAGRAM FOR DEVELOPMENT |
| Mã hóa ký tự        | decimal                  | hex                      |
| Unicode             | 19956                    | U+4DF4                   |
| UTF-8               | 228 183 180              | E4 B7 B4                 |
| Tham chiếu ký tự số | &#19956;                 | &#x4DF4;                 |

## Quẻ 54: Lôi Trạch Quy Muội
Quẻ Lôi Trạch Quy Muội, đồ hình ||:|:: còn gọi là quẻ Quy Muội (歸妹 guī mèi)), là quẻ thứ 54 trong Kinh Dịch. Quẻ được kết hợp bởi Nội quái là ☱ (||: 兌 dui4) Đoài hay Đầm (澤) và Ngoại quái là ☳ (|:: 震 zhèn) Chấn hay Sấm (雷).
Âm/nghĩa tiếng anh: 歸妹 (guī mèi), "Converting the Maiden". Other variations include "the marrying maiden" and "returning maiden". Marrying younger sister. Not being in a position to make things happen one's own way. Trying to anyway will only bring trouble. Its inner (lower) trigram is ☱ (兌 duì) open = (澤) swamp, and its outer (upper) trigram is ☳ (震 zhèn) shake = (雷) thunder.
| Kí tự               | ䷵                                | ䷵                                |
| ------------------- | -------------------------------- | -------------------------------- |
| Tên Unicode         | HEXAGRAM FOR THE MARRYING MAIDEN | HEXAGRAM FOR THE MARRYING MAIDEN |
| Mã hóa ký tự        | decimal                          | hex                              |
| Unicode             | 19957                            | U+4DF5                           |
| UTF-8               | 228 183 181                      | E4 B7 B5                         |
| Tham chiếu ký tự số | &#19957;                         | &#x4DF5;                         |

## Quẻ 55: Lôi Hỏa Phong
Quẻ Lôi Hỏa Phong, đồ hình |:||:: còn gọi là quẻ Phong (豐 feng1), là quẻ thứ 55 trong Kinh Dịch. Quẻ được kết hợp bởi Nội quái là ☲ (|:| 離 li2) Ly hay Hỏa (火) và Ngoại quái là ☳ (|:: 震 zhen4) Chấn hay Sấm (雷).
Âm/nghĩa tiếng anh: 豐 (fēng), "Abounding". Other variations include "abundance" and "fullness". Its inner (lower) trigram is ☲ (離 lí) radiance = (火) fire, and its outer (upper) trigram is ☳ (震 zhèn) shake = (雷) thunder.
| Kí tự               | ䷶                      | ䷶                      |
| ------------------- | ---------------------- | ---------------------- |
| Tên Unicode         | HEXAGRAM FOR ABUNDANCE | HEXAGRAM FOR ABUNDANCE |
| Mã hóa ký tự        | decimal                | hex                    |
| Unicode             | 19958                  | U+4DF6                 |
| UTF-8               | 228 183 182            | E4 B7 B6               |
| Tham chiếu ký tự số | &#19958;               | &#x4DF6;               |

## Quẻ 56: Hỏa Sơn Lữ
Quẻ Hỏa Sơn Lữ, đồ hình ::||:| còn gọi là quẻ Lữ (旅 lu3), là quẻ thứ 56 trong Kinh Dịch. Quẻ được kết hợp bởi Nội quái là ☶ (::| 艮 gen4) Cấn hay Núi (山). Ngoại quái là ☲ (|:| 離 li2) Ly hay Hỏa (火).
Âm/nghĩa tiếng anh: 旅 (lǚ), "Sojourning". Other variations include "the wanderer" and "traveling". Its inner (lower) trigram is ☶ (艮 gèn) bound = (山) mountain, and its outer (upper) trigram is ☲ (離 lí) radiance = (火) fire.
| Kí tự               | ䷷                         | ䷷                         |
| ------------------- | ------------------------- | ------------------------- |
| Tên Unicode         | HEXAGRAM FOR THE WANDERER | HEXAGRAM FOR THE WANDERER |
| Mã hóa ký tự        | decimal                   | hex                       |
| Unicode             | 19959                     | U+4DF7                    |
| UTF-8               | 228 183 183               | E4 B7 B7                  |
| Tham chiếu ký tự số | &#19959;                  | &#x4DF7;                  |

## Quẻ 57: Thuần Tốn
Quẻ Thuần Tốn, đồ hình :||:|| còn gọi là quẻ Tốn (巽 xun4), là quẻ thứ 57 trong Kinh Dịch. Quẻ được kết hợp bởi Nội quái là ☴ (:|| 巽 xun4) Tốn hay Gió (風)và Ngoại quái là ☴ (:|| 巽 xun4) Tốn hay Gió (風).
Âm/nghĩa tiếng anh: 巽 (xùn), "Ground". Other variations include "the gentle (the penetrating, wind)" and "calculations". Its inner (lower) trigram is ☴ (巽 xùn) ground = (風) wind, and its outer (upper) trigram is identical.
| Kí tự               | ䷸                            | ䷸                            |
| ------------------- | ---------------------------- | ---------------------------- |
| Tên Unicode         | HEXAGRAM FOR THE GENTLE WIND | HEXAGRAM FOR THE GENTLE WIND |
| Mã hóa ký tự        | decimal                      | hex                          |
| Unicode             | 19960                        | U+4DF8                       |
| UTF-8               | 228 183 184                  | E4 B7 B8                     |
| Tham chiếu ký tự số | &#19960;                     | &#x4DF8;                     |

## Quẻ 58: Thuần Đoài
Quẻ Thuần Đoài, đồ hình ||:||: còn gọi là quẻ Đoài (兌 dui4), là quẻ thứ 58 trong Kinh Dịch. Quẻ được kết hợp bởi Nội quái là ☱ (||: 兌 dui4) Đoài hay Đầm (澤) và Ngoại quái là ☱ (||: 兌 dui4) Đoài hay Đầm (澤).
Âm/nghĩa tiếng anh: 兌 (duì), "Open", "exchange" "the joyous, lake" and "usurpation". The symbol "兌" means exchange, add, against, and convert. Its inner (lower) trigram is ☱ (兌 duì) open = (澤) swamp, and its outer (upper) trigram is identical.
| Kí tự               | ䷹                            | ䷹                            |
| ------------------- | ---------------------------- | ---------------------------- |
| Tên Unicode         | HEXAGRAM FOR THE JOYOUS LAKE | HEXAGRAM FOR THE JOYOUS LAKE |
| Mã hóa ký tự        | decimal                      | hex                          |
| Unicode             | 19961                        | U+4DF9                       |
| UTF-8               | 228 183 185                  | E4 B7 B9                     |
| Tham chiếu ký tự số | &#19961;                     | &#x4DF9;                     |

## Quẻ 59: Phong Thủy Hoán
Quẻ Phong Thủy Hoán, đồ hình :|::|| còn gọi là quẻ Hoán (渙 huan4), là quẻ thứ 59 trong Kinh Dịch. Nội quái là ☵ (:|: 坎 kan3) Khảm hay Nước (水). Ngoại quái là ☴ (:|| 巽 xun4) Tốn hay Gió (風).
Âm/nghĩa tiếng anh: 渙 (huàn), "Dispersing". Other variations include "dispersion (dissolution)" and "dispersal". The symbol means dissipate, dissolve, vanish. Its inner (lower) trigram is ☵ (坎 kǎn) gorge = (水) water, and its outer (upper) trigram is ☴ (巽 xùn) ground = (風) wind.
| Kí tự               | ䷺                       | ䷺                       |
| ------------------- | ----------------------- | ----------------------- |
| Tên Unicode         | HEXAGRAM FOR DISPERSION | HEXAGRAM FOR DISPERSION |
| Mã hóa ký tự        | decimal                 | hex                     |
| Unicode             | 19962                   | U+4DFA                  |
| UTF-8               | 228 183 186             | E4 B7 BA                |
| Tham chiếu ký tự số | &#19962;                | &#x4DFA;                |

## Quẻ 60: Thủy Trạch Tiết
Quẻ Thủy Trạch Tiết, đồ hình ||::|: còn gọi là quẻ Tiết (節 jie2), là quẻ thứ 60 trong Kinh Dịch. Nội quái là ☱ (||: 兌 dui4) Đoài hay Đầm (澤). Ngoại quái là ☵ (:|: 坎 kan3) Khảm hay Nước (水).
Âm/nghĩa tiếng anh: 節 (jié), "Articulating". Other variations include "limitation" and "moderation". Its inner (lower) trigram is ☱ (兌 duì) open = (澤) swamp, and its outer (upper) trigram is ☵ (坎 kǎn) gorge = (水) water.
| Kí tự               | ䷻                       | ䷻                       |
| ------------------- | ----------------------- | ----------------------- |
| Tên Unicode         | HEXAGRAM FOR LIMITATION | HEXAGRAM FOR LIMITATION |
| Mã hóa ký tự        | decimal                 | hex                     |
| Unicode             | 19963                   | U+4DFB                  |
| UTF-8               | 228 183 187             | E4 B7 BB                |
| Tham chiếu ký tự số | &#19963;                | &#x4DFB;                |

## Quẻ 61: Phong Trạch Trung Phu
Quẻ Phong Trạch Trung, đồ hình ||::|| còn gọi là quẻ Trung Phu (中孚 zhóng fù), là quẻ thứ 61 trong Kinh Dịch. Nội quái là ☱ (||: 兌 dũi) Đoài hay Đầm (澤). Ngoại quái là ☴ (:|| 巽 xũn) Tốn hay Gió (風).
Âm/nghĩa tiếng anh: 中孚 (zhōng fú), "Center Returning", "inner trust", "inner truth" and "central return". Its inner (lower) trigram is ☱ (兌 duì) open = (澤) swamp, and its outer (upper) trigram is ☴ (巽 xùn) ground = (風) wind.
| Kí tự               | ䷼                        | ䷼                        |
| ------------------- | ------------------------ | ------------------------ |
| Tên Unicode         | HEXAGRAM FOR INNER TRUTH | HEXAGRAM FOR INNER TRUTH |
| Mã hóa ký tự        | decimal                  | hex                      |
| Unicode             | 19964                    | U+4DFC                   |
| UTF-8               | 228 183 188              | E4 B7 BC                 |
| Tham chiếu ký tự số | &#19964;                 | &#x4DFC;                 |

## Quẻ 62: Lôi Sơn Tiểu Quá
Quẻ Lôi Sơn Tiểu Quá, đồ hình ::||:: còn gọi là quẻ Tiểu Quá (小過 xiao3 guo4), là quẻ thứ 62 của Kinh Dịch. Nội quái là ☶ (::| 艮 gen4) Cấn hay Núi (山). Ngoại quái là ☳ (|:: 震 zhen4) Chấn hay Sấm (雷).
Âm/nghĩa tiếng anh: 小過 (xiǎo guò), "Small Exceeding". Other variations include "preponderance of the small" and "small surpassing". Its inner (lower) trigram is ☶ (艮 gèn) bound = (山) mountain, and its outer (upper) trigram is ☳ (震 zhèn) shake = (雷) thunder.
| Kí tự               | ䷽                                | ䷽                                |
| ------------------- | -------------------------------- | -------------------------------- |
| Tên Unicode         | HEXAGRAM FOR SMALL PREPONDERANCE | HEXAGRAM FOR SMALL PREPONDERANCE |
| Mã hóa ký tự        | decimal                          | hex                              |
| Unicode             | 19965                            | U+4DFD                           |
| UTF-8               | 228 183 189                      | E4 B7 BD                         |
| Tham chiếu ký tự số | &#19965;                         | &#x4DFD;                         |

## Quẻ 63: Thủy Hỏa Ký Tế
Quẻ Thủy Hỏa Ký Tế (đồ hình |:|:|:) còn gọi là Ký Tế (既濟 jĩ jĩ), là quẻ thứ 63 của Kinh Dịch. Nội quái là ☲ (|:| 離 lĩ) Ly hay Hỏa (火). Ngoại quái là ☵ (:|: 坎 kản) Khảm hay Nước (水).
Âm/nghĩa tiếng anh: 既濟 (jì jì), "Already Fording". Other variations include "after completion" and "already completed" or "already done". Its inner (lower) trigram is ☲ (離 lí) radiance = (火) fire, and its outer (upper) trigram is ☵ (坎 kǎn) gorge = (水) water.
| Kí tự               | ䷾                             | ䷾                             |
| ------------------- | ----------------------------- | ----------------------------- |
| Tên Unicode         | HEXAGRAM FOR AFTER COMPLETION | HEXAGRAM FOR AFTER COMPLETION |
| Mã hóa ký tự        | decimal                       | hex                           |
| Unicode             | 19966                         | U+4DFE                        |
| UTF-8               | 228 183 190                   | E4 B7 BE                      |
| Tham chiếu ký tự số | &#19966;                      | &#x4DFE;                      |

## Quẻ 64: Hỏa Thủy Vị Tế
Quẻ Hỏa Thủy Vị Tế (đồ hình :|:|:|) còn gọi là quẻ Vị Tế (未濟 wẽi jĩ), là quẻ thứ 64 trong Kinh Dịch. Nội quái là ☵ (:|: 坎 kản) Khảm hay Nước (水). Ngoại quái là ☲ (|:| 離 lì) Ly hay Hỏa (火).
Âm/nghĩa tiếng anh: 未濟 (wèi jì), "Not Yet Fording". Other variations include "before completion" and "not yet completed". Its inner (lower) trigram is ☵ (坎 kǎn) gorge = (水) water, and its outer (upper) trigram is ☲ (離 lí) radiance = (火) fire.
| Kí tự               | ䷿                              | ䷿                              |
| ------------------- | ------------------------------ | ------------------------------ |
| Tên Unicode         | HEXAGRAM FOR BEFORE COMPLETION | HEXAGRAM FOR BEFORE COMPLETION |
| Mã hóa ký tự        | decimal                        | hex                            |
| Unicode             | 19967                          | U+4DFF                         |
| UTF-8               | 228 183 191                    | E4 B7 BF                       |
| Tham chiếu ký tự số | &#19967;                       | &#x4DFF;                       |